# Reinhold Krohn

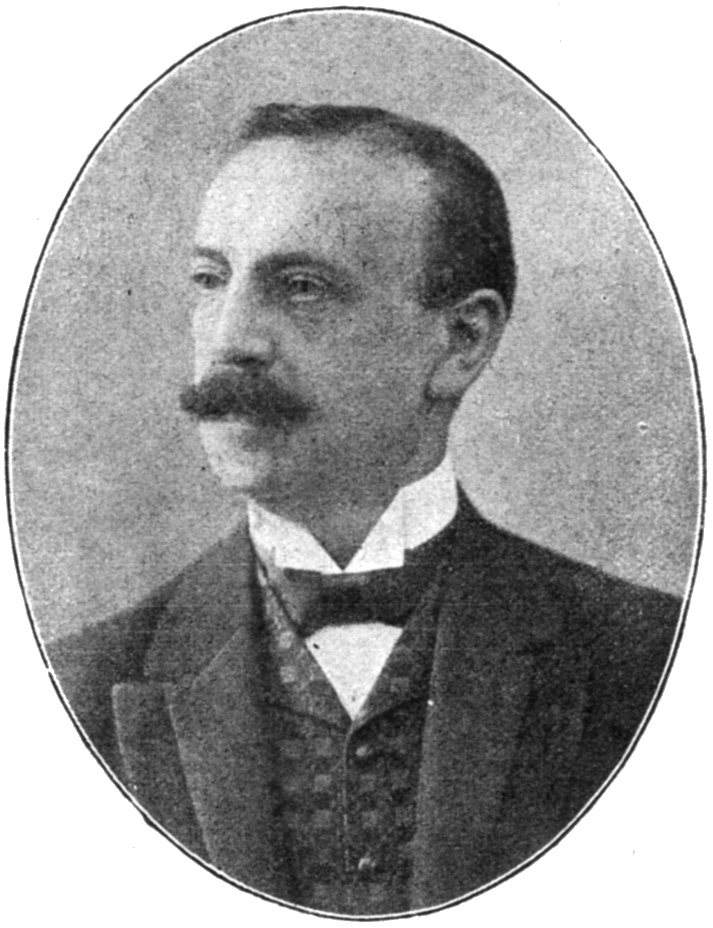
Reinhold Krohn, um 1912

Reinhold Krohn (* 25. November 1852 in Hamburg; † 29. Juni 1932 in Danzig-Langfuhr; vollständiger Name: Reinhold Friedrich Karl Krohn) war ein deutscher Bauingenieur und Hochschullehrer.

## Leben
Reinhold Krohn studierte von 1869 bis 1873 Bauingenieurwesen am Polytechnikum Karlsruhe und am Polytechnikum Aachen. In Karlsruhe schloss er sich der Landsmannschaft Frisa, dem späteren Corps Frisia, an, in Aachen der neu gegründeten Landsmannschaft Teutonia, dem späteren Corps Teutonia. Nach Abschluss des Studiums nahm er zunächst in Hamburg verschiedene Stellungen bei Behörden und Baubüros an, bevor er 1876 als Assistent an die Aachener Hochschule zurückkehrte. 1878 wurde er Privatdozent und 1881 Professor für Statik und las insbesondere über die Theorie der statisch unbestimmten Fachwerke, bewegliche Brücken und graphische Statik. Von 1884 bis 1886 sammelte er als Brückenbauingenieur in den damals im Brückenbau führenden USA weitere praktische berufliche Erfahrungen. 1887 kehrte er nach Deutschland zurück und war bis 1904 zunächst als Oberingenieur und später als Leiter der Brückenbauanstalt Sterkrade der Gutehoffnungshütte tätig, die sich unter seiner Leitung zum größten Brückenbauunternehmen Deutschlands entwickelte und zahlreiche Brücken im In- und Ausland baute. 1904 gehörte er zu den Gründungsmitgliedern des Vereins deutscher Brücken- und Eisenbau-Fabriken, der sich 1913 in Deutscher Eisenbau-Verband und 1928 in Deutscher Stahlbau-Verband umbenannte.
Im gleichen Jahr, 1904, wurde er mit der Gründung der Technischen Hochschule Danzig zum etatmäßigen Professor für Statik und Brückenbau an die neue Hochschule berufen, an der er bis zu seiner Emeritierung lehrte und forschte. Von 1907 bis 1909 war er Rektor der Technischen Hochschule Danzig. Technisch propagierte er mit Georg Christoph Mehrtens im Stahlbau die Verwendung von Flusseisen anstelle von Schweißeisen. Wissenschaftlich etablierte er den Satz von der Gegenseitigkeit der Verschiebungen in der Berechnung von Brückenkonstruktionen und entwickelte die theoretischen Grundlagen des modernen Brückenbaus weiter.
Reinhold Krohn war seit 1877 Mitglied des Vereins Deutscher Ingenieure (VDI) und leitete den Westpreußischen Bezirksverein des VDI in den Jahren 1910 und 1911.

## Bauwerke
- 1890–1893: Eisenbahnbrücke über die Norderelbe in Hamburg
- 1893–1894: Levensauer Hochbrücke
- 1895–1898: Alte Rheinbrücke in Bonn (architektonische Ausgestaltung von Bruno Möhring)[4]
- 1896–1898: Oberkasseler Brücke in Düsseldorf[5]
- 1895–1898: Kornhausbrücke in Bern[6]
- 1902: Ausstellungshalle der Gutehoffnungshütte und der Gasmotorenfabrik Deutz auf der Industrie- und Gewerbeausstellung Düsseldorf 1902 (architektonische Ausgestaltung von Bruno Möhring)

## Auszeichnungen
- 1898: Verleihung des preußischen Kronenordens 3. Klasse[7]
- 1904: Ernennung zum Geheimen Regierungsrat[8]
- 1906: Verleihung der Ehrendoktorwürde der RWTH Aachen (als Dr.-Ing. E. h.)
- 1908: Berufung zum Mitglied des Preußischen Herrenhauses auf Lebenszeit[9]
- 1909: Verleihung des preußischen Roten Adlerordens 3. Klasse mit Schleife[10]
- 1913: Verleihung des preußischen Kronenordens 2. Klasse[11]
- 1927: Ernennung zum Ehrenmitglied des Deutschen Eisenbau-Verbands, des späteren Deutschen Stahlbau-Verbands

## Schriften
- Resultate aus der Theorie des Brückenbaus und deren Anwendung.
  - Band 1: Balkenbrücken. 1879.
  - Band 2: Bogenbrücken. 1883.
- Der Satz von der Gegenseitigkeit der Verschiebungen und Anwendung desselben zur Berechnung unbestimmter Fachwerkträger. 1884.
- Methoden der Untersuchung von Schweissungen und der Schweissbarkeit. 1906.
- Fortschritte im Brückenbau. 1907.
- Über die Berufstätigkeit des Ingenieurs. 1907.
- Holzbrücken. 1910.
- Knickfestigkeit. 1923.